# Луелин Велики
Луелин Велики (вел. Llywelyn Fawr), правим именом Луелин ап Јорвет (вел. Llywelyn ap Iorwerth) био је владар Велшана у 13. веку.

## Историја
После битке код Хестингса и пада англосаксонске Енглеске под власт Нормана (1066), Виљем Освајач је већ око 1070. загосподарио граничним областима Велса и претворио их у марке, али су унутрашње области Велса остале, у суштини, независне. Користећи се нередима у Енглеској током владе краља Јована без Земље (1099–1215), Луелин ап Јорвет (1194–1240), краљ Гвинета, успешно се са својом војском одупирао енглеској доминацији. Под својом влашћу поново је ујединио готово читав Велс, изузев велшких крајина и грофовија Пембрук и Гламоган на крајњем југу. Његов унук био је Луелин ап Грифид (1246–1282), последњи независни владар Велшана.